# Eurytenes plovdivensis
Eurytenes plovdivensis är en stekelart som först beskrevs av Zaykov och Fischer 1983.  Eurytenes plovdivensis ingår i släktet Eurytenes och familjen bracksteklar. Inga underarter finns listade i Catalogue of Life.